# Föderale Aufsichtsstelle im Bereich Bildung und Wissenschaft
Die Föderale Aufsichtsstelle im Bereich Bildung und Wissenschaft (russisch Федеральная служба по надзору в сфере образования и науки, wiss. Transliteration: Federal'naja služba po nadzoru v sfere obrazovanija i nauki) ist die föderale Behörde Russlands in der Funktion zur Kontrolle und Aufsicht in den Bereichen Bildung und Wissenschaft. 
Sie wurde im Jahr 2004 gegründet und funktionierte bis Mai 2018 unter der Leitung des Ministeriums für Bildung und Wissenschaft Russlands. Nach der Reorganisation dieses Ministeriums ist sie seit dem 15. Mai 2018 der Regierung der Russischen Föderation unmittelbar untergeordnet.
Die gängige Abkürzung lautet Rosobrnadsor (russisch: Рособрнадзор).

## Aufgabenbereich
Der Aufgabenbereich Rosobrnadsors umfasst:
- Lizenzierung und staatliche Akkreditierung bildungsbezogener Beschäftigungen
- Attestierung wissenschaftlicher und pädagogischer Bediensteter an Institutionen höherer fachlicher Bildung
- Attestierung von Absolventen von Bildungseinrichtungen
- Beglaubigung und Nostrifikation bildungsbezogener Dokumente
- Durchführung des einheitlichen Staatsexamens
- Führung des föderalen Registers von Dokumenten zur staatlichen Norm von Ausbildung, wissenschaftlichen Graden und Titeln.

## Leiter der Behörde
1. Wiktor Alexandrowitsch Wolotow: Leiter ab März 2004, von der Tätigkeit befreit am 28. März 2008 auf Anordnung  des Vorsitzendes der Russländischen Regierung W. A. Subkows „aufgrund des Wechsels zu einer anderen Arbeit“ (Anordnung № 395-р vom 28. März 2008).
2. Ljubow Nikolajewna Glebowa: Leiterin ab 28. März 2008 (Anordnung № 396-р vom 28. März 2008) und verließ diesen Posten am 1. November 2012 im Zusammenhang mit dem Wechsel zur Tätigkeit im Föderationsrat als Vertreterin der Oblast Pensa.
3. Iwan Alexandrowitsch Murawjow: Leiter ab 3. November 2008, vorheriger Stellvertreter L. N. Glebowas[3][4]. Befreit von seiner Tätigkeit auf Anordnung des Vorsitzenden der Russländischen Regierung D. A. Medwedews am 31. Juli 2013[5].
4. Sergei Krawzow: Leiter der Behörde seit 1. August 2013 bis Januar 2020.
5. Anzor Muzayew: Leiter der Behörde

## Untergeordnete Einrichtungen des Rosobrnadsors
- das Föderale Institut pädagogischer Messungen
- das Föderale Zentrum für Testierung
- das Nationale Informationszentrum bei Fragen zur Anerkennung von Bildung
- die nationale Agentur zur Akkreditierung im Bereich der Bildung (Rosakkredagentstwo)
- das Zentrum für Information und Methodik zur Attestierung bildungsbezogener Organisationen
- das Analyse-Zentrum für Information und Methodik (IMCA)